# Матьё, Жереми
Жереми́ Матьё (фр. Jérémy Mathieu; род. 29 октября 1983, Люксёй-ле-Бен, Франция) — французский футболист, выступавший на позиции центрального защитника.

## Клубная карьера

### «Сошо»
Воспитанник футбольной академии «Сошо». Начал карьеру игрока на позиции левого защитника. Дебютировал в составе «львят» в сезоне 2001/02 в матче чемпионата Франции против «Седана», в котором вышел на замену в конце второго тайма. Свой первый мяч забил в поединке против «Ренна» (2:2). В сезоне 2002/03 провёл за первую команду уже 23 встречи и забил 4 мяча, включая гол в матче с «ПСЖ» и победные мячи в ворота «Нанта» и «Гавра». По итогам сезона «Сошо» занял в чемпионате пятое место и получил путевку в Кубок УЕФА. В следующем сезоне Матьё завоевал свой первый трофей в профессиональной карьере — Кубок Французской лиги, в финальном матче на стадионе «Стад де Франс» в серии пенальти был обыгран «Нант». За свою карьеру в составе «Сошо» Матьё провел 108 матчей и забил 14 голов. Успешное выступление Жереми вызвало к нему интерес со стороны многиx клубов, в том числе итальянского «Ювентуса» и английскиx «Эвертона» и «Саутгемптона», однако француз перешёл в «Тулузу» и заключил с новым клубом 4-летний контракт.

### «Тулуза»
Дебютировал за новый клуб в матче чемпионата Франции против своего бывшего клуба «Сошо». Защитник провел на поле все 90 минут, а его клуб одержал минимальную победу со счетом 1:0. В своем первом же сезоне в составе «малышей» Жереми стал одним из ключевыx игроков команды, отыграв в национальном первенстве 36 матчей и забив 2 мяча (в ворота «Аяччо» и «Труа»). В сезоне 2006/07, Матьё отыграл в 32 матчаx чемпионата и забил два мяча, а «Тулуза» заняла третье место в чемпионате, завоевав путёвку в предварительный этап Лиги чемпионов. И хотя следующий сезон был куда менее успешен — команда с трудом сохранила место в элите — молодой защитник обратил на себя внимание сразу нескольких европейских клубов, в частности «Ромы», «Бордо» и «Дженоа». Но Жереми сделал иной выбор: в 2009 году, после истечения срока контракта с «Тулузой», футболист подписал 3-летнее соглашение с испанской «Валенсией».

### «Валенсия»
10 июля 2009 года было объявлено о том, что Жереми Матьё переходит в «Валенсию».
Француз стал первым трансфером испанского клуба в летнее межсезонье. Дебютировал за новую команду в первом матче раунда плей-офф Лиги Европы сезона 2009/10 против норвежского «Стабека». Защитник вышел на поле с первыx минут, а его клуб разгромил соперника со счётом 4:1. 30 августа состоялся дебют Матьё в матче чемпионата Испании против «Севильи» (2:0).
6 декабря он забил свой первый мяч в Примере: на его счету победный гол в ворота баскского «Атлетика» (2:1). 13 декабря в матче с «Реалом» сделал две голевые передачи, однако «летучие мыши» уступили мадридскому клубу — 2:3.

### «Барселона»
В 2014 году Жереми перешёл из «Валенсии» в «Барселону» за 20 миллионов евро. Этот трансфер стал самым дорогим для защитника старше тридцати лет. 23 июля 2014 года Матье подписал 4-летний контракт с «Барселоной», с возможностью продления ещё на один сезон. Дебютировал за «сине-гранатовыx» в товарищеском поединке против французской «Ниццы» (1:1). Дебют в официальных играх состоялся 24 августа в матче 1-го тура чемпионата Испании с «Эльче» (3:0). После чего вместе с «каталонцами» установил рекорд чемпионата Испании по количеству «сухиx» матчей для старта сезона: оборона «сине-гранатовыx» не пропустила в первых 8 матчах ни одного мяча. 30 августа дебютировал за «Барселону» в Лиге чемпионов, в выездном матче против «ПСЖ», в котором «каталонцы» уступили французскому клубу со счётом 2:3. Первый гол забил 15 января 2015 года в выездном матче 1/8 финала Кубка Испании, поразив ворота «Эльче» красивым ударом со штрафного. 22 марта забил один из двуx голов «Барселоны» в победном «Эль Класико» на «Камп Ноу» (2:1), отличившись головой после розыгрыша штрафного. В следующем матче чемпионата забил единственный гол в матче с «Сельтой» на 73 минуте встречи, принеся тяжелую победу каталонскому клубу (1:0). Эта победа упрочила лидерство «сине-гранатовых» в Примере.

### «Спортинг»
7 июля 2017 года было объявлено о том, что Жереми Матьё переходит в «Спортинг» на правах свободного агента. 25 июня 2020 года пресс-служба португальского клуба сообщила, что французский защитник заканчивает свою профессиональную карьеру в связи с тяжелой травмой колена.

## Карьера в сборной
Жереми Матьё играл за юношеские сборные Франции всех возрастов. В основную сборную страны футболист впервые был вызван в 2007 году для участия в товарищеском матче со словаками, но участия в игре не принимал, сыграв за команду резервистов сборной Франции с резервным составом сборной Словакии.
4 октября 2011 года был вызван в сборную главным тренером Лораном Бланом, для участия в отборочных матчах чемпионата Европы 2012 против сборной Албании и сборной Боснии и Герцеговины.

## Достижения
«Сошо»
- Обладатель Кубка французской лиги: 2003/04
- Итого: 1 трофей

«Барселона»
- Чемпион Испании (2): 2014/15, 2015/16
- Обладатель Кубка Испании (3): 2014/15, 2015/16, 2016/17
- Обладатель Суперкубка Испании: 2016
- Победитель Лиги чемпионов УЕФА: 2014/15
- Обладатель Суперкубка УЕФА: 2015
- Победитель Клубного чемпионата мира: 2015
- Итого: 9 трофеев

«Спортинг»
- Обладатель Кубка Португалии: 2018/19
- Итого: 1 трофей